# Revolta do Quebra-Milho

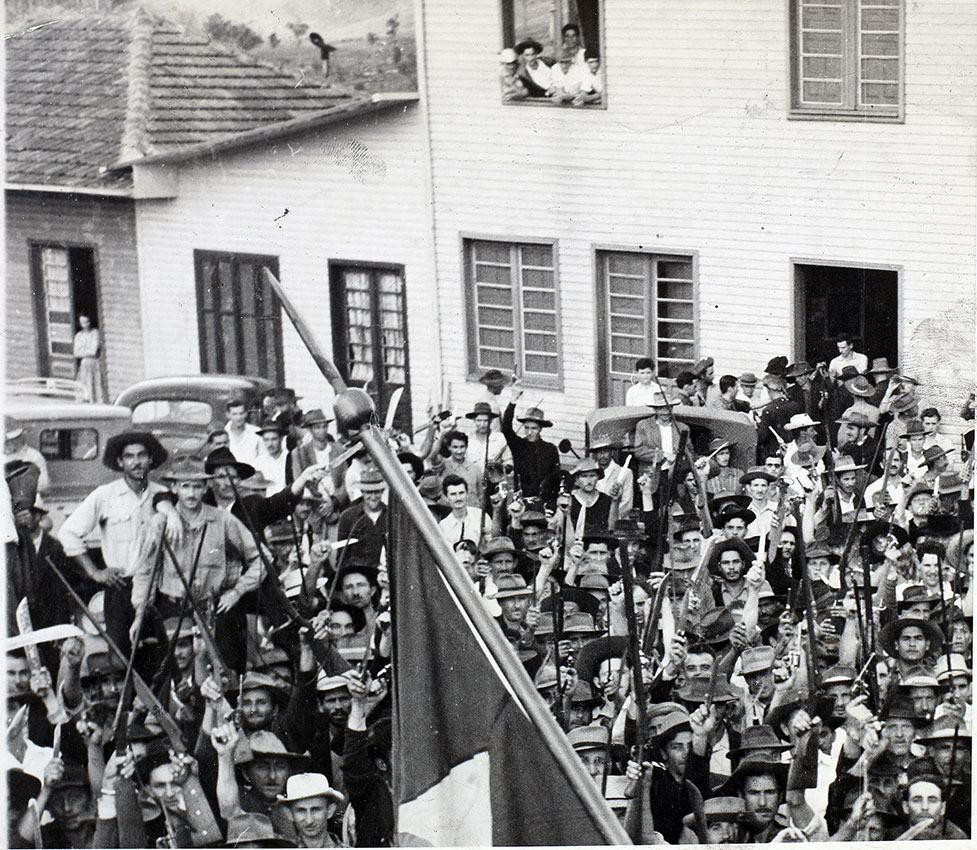
Revoltosos levantando suas armas

A Revolta do Quebra-Milho ou Guerra de Porecatu ocorreu no vale do rio Paranapanema, mais especificamente na Vila Progresso no então município de Porecatu, Paraná, em fins da década de 1940 e início da seguinte.

## Antecedentes
A partir de 1942, Manuel Ribas, exercendo o papel de interventor do estado do Paraná, iniciou uma política de incentivo à migração de paulistas e nordestinos para ocupação da região norte do Estado. Porém, o interventor não regularizou as terras ocupadas pelos migrantes. O interventor Manoel Ribas se inspirou numa política norte-americana do ex-presidente Abraham Lincoln, o Homestead Act, que incentivava a ocupação territorial norte-americana. A regra era que as famílias que cumprissem com o trato de desenvolver o oeste americano, receberiam, após seis anos, o título de propriedade de terra. 
Ribas aplicou as mesmas regras ao povo do Paraná, já que as terras a Oeste pertenciam ao estado e estavam improdutivas. Sabendo da notícia, diversas famílias paranaenses e outras de São Paulo e Minas Gerais marcharam para o Oeste rumo a uma nova vida. As famílias que acreditaram em Ribas haviam derrubado floresta, construído chiqueiros, feito plantações, mas nunca viram o prometido título da propriedade. No início eram cerca de 300 pessoas, mas por volta de 1950 já chegavam a 3 mil. 
Em 1947, após o fim do Estado Novo, assume o governo Moysés Lupion, do PSD, que passa a entregar as terras sem títulos para fazendeiros com quem mantinha relações. Os irmãos Ricardo, Urbano e Geremi Lunardelli estavam na lista de beneficiados pelo governador. Chegando à região para tomar posse de 17 mil alqueires repassados pelo governo estadual, os Lunardelli contrataram o pistoleiro José Celestino para comandar sua milícia. O governo do Estado fez vistas grossas para a formação de tropas irregulares e orientou a Polícia Militar a participar dos esforços para retirar, à força, famílias de posseiros.
Para complicar ainda mais, o novo governador Lupion decidiu doar e vender as terras para conhecidos fazendeiros de São Paulo. “Os posseiros entraram com diversos pedidos de posse de terra e nunca receberam uma resposta do governo”, explica o jornalista Marcelo Oikawa, que acaba de lançar o livro Porecatu: a guerrilha que os comunistas esqueceram.
A política de Ribas morreu e os ânimos se acirraram. Um dos primeiros cafeicultores a comprar terras onde estavam os posseiros foi Ricardo Lunardelli. Ele adquiriu uma grande gleba, fez o loteamento e vendeu a terceiros com um contrato em que constava a entrega das terras “livre de intrusos.” “O problema é que estes proprietários descobriram que os lotes estavam ocupados e começaram a perseguir esta gente, usando até a polícia”, explica Oikawa. A situação fica tão grave que, em 1944, as famílias fundam as primeiras duas associações de lavradores do Brasil. Os posseiros se armam e a guerrilha de Porecatu começa, durando cerca de sete anos.

## Os conflitos
Houve resistência entre os migrantes, que foram à luta. Fizeram fustigamentos, difundiram versões insuflando o poder de fogo, organizaram emboscadas e causaram a morte de dez homens ligados à repressão. Viviam na região de conflito cerca de 1 500 famílias de "posseantes". A relação completa dessas famílias, feita pelo DOPS-PR, se encontra no Arquivo Público do Paraná.
O foco da revolta era a Vila Progresso, então município de Porecatu, que hoje é um povoado quase abandonado de Centenário do Sul. O primeiro embate com jagunços e policiais ocorreu na fazenda Guaracy, a 28 de agosto de 1947. Um grupo de 12 homens armados, liderado pelo tenente João Paredes, tentou expulsar os posseiros das terras, às margens do Paranapanema. Do lado dos rebeldes, morreram João Japão, Cassiano Coelho, Benedito Barbudo e Pedro Vieira de Moraes (com 14 anos na época).
Quando o governador Moisés Lupion saiu do poder e no lugar dele entrou Bento Munhoz, em 1951, Porecatu estava no auge do conflito. Munhoz tentou uma negociação pacífica com os posseiros. Uma das alternativas propostas era o reassentamento. “Os posseiros estavam cansados e querendo ir embora, por isso muitos tenderam a aceitar a negociação. O problema é que o PCB, naquela altura, não queria acordo e proibiu as famílias de concordar”, explica Oikawa.
Diante do impasse, o governo decidiu organizar o Cerco de Porecatu, mobilizando a polícia do Paraná, de São Paulo e até a força aérea e o batalhão de fronteira de Foz do Iguaçu. Na madrugada do dia 17 de julho de 1951, os policiais invadiram a região controlada pelos resistentes e também a casa de alguns dirigentes do PCB em Londrina. As fronteiras de Porecatu foram cercadas.
A Guerra de Porecatu foi um conflito entre posseiros e grandes proprietários de terras, que tinham do seu lado o Estado; apesar de não ter sido efetivamente uma guerra, segundo convenções internacionais, este conflito foi difundido na mídia com a alcunha de guerra devido a intensidade do confronto.
Na época os denominados posseiros já ocupavam a região do município, quando então o governo resolveu distribuir documentos a grandes fazendeiros, se utilizando de meios lícitos e ilícitos. Os posseiros não aceitaram perder as terras ocupadas e resistiram aos mandatos de reintegração de posse. Jagunços, a mando dos fazendeiros, foram contratados para expulsar os invasores que resistiram, e o Partido Comunista foi contatado pelos posseiros, passou a apoiar a revolta; agravando-se a situação ainda mais e ocasionando um grande número de mortos.
O PCB, recém jogado à clandestinidade, teve participação nesta revolta, com a presença de João Saldanha, Pedro Pomar e Celso Cabral de Mello, saindo de cena em setembro de 1951.
O conflito só se encerrou em 1951, com a intervenção policial do Estado, que defendia a posse dos fazendeiros para seu projeto de industrialização do campo.